# Rudolf Köselitz

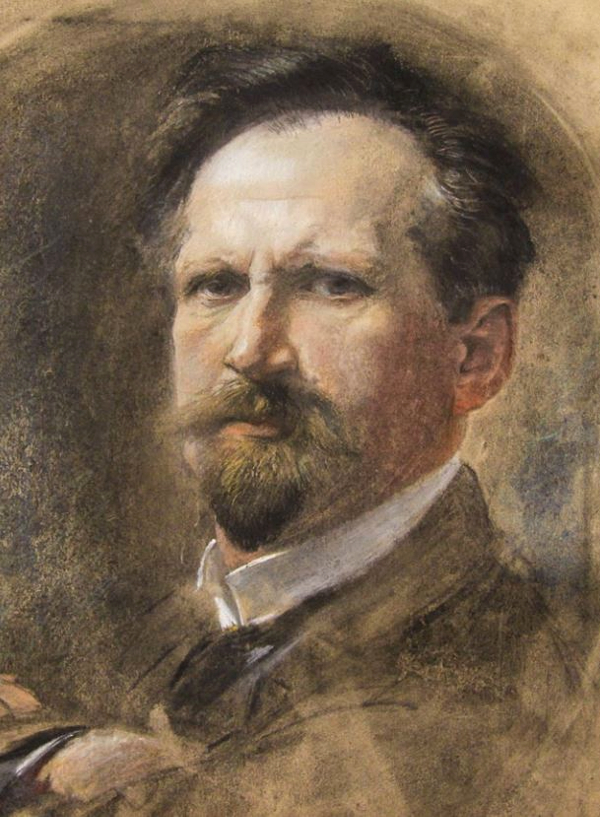
Selbstbildnis (1906)

Rudolf Köselitz (* 23. Oktober 1861 in Annaberg; † 21. Januar 1948 in München) war ein deutscher Maler und Illustrator.

## Leben
Rudolf Köselitz wurde 1861 als Sohn des Annaberger Vizebürgermeisters Gustav Hermann Köselitz geboren. Sein älterer Bruder Heinrich Köselitz ist unter dem Namen „Peter Gast“ als Freund und Mitarbeiter des Philosophen Friedrich Nietzsche bekannt geworden. Beide Söhne erhielten frühzeitig häusliche Unterweisungen in den Schönen Künsten. Heinrich wandte sich dem Musikstudium zu, während sich Rudolf zur Malerei hingezogen fühlte.
Rudolfs Talent wurde von einem Zeichenlehrer der Realschule entdeckt. Dieser schlug dem Vater vor, den Fünfzehnjährigen an der Leipziger Kunstakademie studieren zu lassen, was jener auch erlaubte. 1881 setzte Köselitz seine Studien an der Kunstakademie in München fort. Seine erste Studienreise führte ihn mit dieser Akademie noch im gleichen Jahr nach Venedig.
Dort ließ er sich von der italienischen Renaissance inspirieren und traf hier auch mit seinem Bruder Heinrich zusammen, der sich gerade zu seiner Oper Der Löwe von Venedig musikalische Inspirationen holte. Er kehrte nach Deutschland zurück und lebte bis 1900 in Dresden. Unter der sachkundigen künstlerischen Begleitung seiner Lehrer und Freunde Otto Seitz, Gyula Benczúr, Carl Theodor von Piloty und Alexander Strähuber entstand ein umfangreiches Werk an Illustrationen. Darunter u. a. die 250 Zeichnungen zu Heinrich Schaumbergers Oberfränkische Dorfgeschichten, die jene zwei Urlaubssommer widerspiegeln, die er in Oberfranken verbracht hatte. Im Jahre 1901 veröffentlichte der renommierte Kunstverlag Zwißler in Wolfenbüttel 40 Lichtdruck-Reproduktionen nach Aquarellen von Rudolf Köselitz. Besonders bekannt geworden ist Köselitz durch seine Werke, die das Erzgebirge und seine Menschen zum Inhalt haben, so z. B. den Frohnauer Hammer und dessen letzten Hammerherren Martin, oder die Stadtansichten von Annaberg. Zum Heiligohmdlied (Heiligabendenlied, 1799 in Annaberg entstanden) der Johanne Amalie von Elterlein schuf er um 1910 die Illustrationen von Liedpostkarten. 
Weitere Werke entstanden in seiner Wahlheimat München, wo er sich dem Verein Münchner Aquarellisten anschloss, und ab 1910 in seinem Atelier in Altfreimann bei München. In diese Schaffensperiode fallen auch einige Genrebilder idyllischen Inhaltes, die zum Teil als Auftragswerke den damaligen Zeitgeschmack widerspiegeln. Zu seinen Hauptwerken, die von Kunstgeschichtlern zu den letzten Ausläufern der Münchner Romantik gerechnet werden, gehören u. a. Najadentanz, Liebesahnen, Badende Kinder, Sommer, Die Spröde und der Hexentanz. Aber auch seine Aquarelle wie Kornernte, Dorfparzen oder Schachspieler haben in zahlreichen Ausstellungen große Beachtung gefunden.
Aus der Ehe mit Marie, geb. Bruhm, gingen zwei Kinder hervor: Doris und Johanna/Hanna (* 8. Juli 1890, † 24. Mai 1927, kam bei einem Bootsunfall auf dem Inn ums Leben).

## Werk und Bedeutung
Im Jahre 1901 hing das Gemälde Inneres eines Hammerwerkes (Frohnauer Hammer, 1889) von Rudolf Köselitz in der Berliner Nationalgalerie unmittelbar neben dem berühmten Eisenwalzwerk von Adolph von Menzel. Die Kunstkritik setzte damals das Werk beider Künstler inhaltlich und handwerklich in eine gleichrangige anerkennende Beziehung. Seine Werke sind weit verstreut in Galerien und Museen hauptsächlich im deutschsprachigen Raum.
Die bisher umfangreichste Werkschau (174 Exponate) wurde am 21. Juli 2012 im Kulturzentrum Erzhammer in Annaberg-Buchholz anlässlich des 150. Geburtstags des Künstlers eröffnet.
Von Kritikern wurde ihm wegen der Volksnähe eine gewisse Naivität in seiner künstlerischen Ausdrucksweise nachgesagt. 
Köselitz war daran beteiligt, der Aquarell-Technik in Deutschland zum Durchbruch zu verhelfen.